# Vendetta (videogioco 1989)
Vendetta è un videogioco pubblicato dalla System 3 nel 1989 per Amstrad CPC, Commodore 64 e ZX Spectrum. Il videogioco utilizza un sistema grafico simile a quello di Last Ninja.

## Trama
Un gruppo di terroristi rapisce un professore che sta lavorando su una bomba, insieme a sua figlia. Poche settimane dopo, i terroristi fanno le loro assurde richieste minacciando di far detonare una bomba nucleare se le loro richieste non saranno accolte.
Il protagonista, controllato dal giocatore inizialmente armato con un solo coltello, decide di salvare il professore e la figlia. Lungo la strada ha la possibilità di raccogliere altre armi ed indizi che convinceranno la polizia a farlo andare avanti nella sua missione.

## Curiosità
- Nella versione Commodore 64 c'è un trucco per saltare i livelli : basta tenere pigiati sulla tastiera i tasti S-T-A-N-C-H-E (corrispondenti a parte di nome e cognome del programmatore Stanley Schembri).